# Нейтири
Нейтири (англ. Neytiri) — вымышленный персонаж из научно-фантастической франшизы кинорежиссёра Джеймса Кэмерона. Зои Салдана исполнила роль Нейтири в фильме «Аватар» (2009) и его продолжениях: «Аватар: Путь воды» (2022) и «Аватар 3». Также персонаж появляется в литературе, включая различные серии комиксов, изданные Dark Horse Comics. Помимо этого были выпущены различные товары с её изображением, в том числе фигурки и игрушки для Happy Meals от McDonald’s.
В лесу на Пандоре Нейтири встречает потерявшегося Джейка Салли и спасает его от стаи хищников. Вскоре Нейтири становится его учителем, помогает ему выполнить несколько заданий и в конце концов влюбляется в него. Нейтири сражается вместе с Джейком во время битвы около Древа Душ, спасает его от убийства полковником Майлзом Куоритчем и изгоняет компанию RDA с Пандоры. В течение последующих пятнадцати лет Нейтири рожает от Джейка троих детей: Нетейама, Ло’ака и Туктирей, и усыновляет ещё двоих: Кири и Майлза «Паука» Сокорро.

## История создания
История создания Нейтири уходит корнями в конец 1970-х годов, когда Джеймс Кэмерон работал над короткометражным фильмом «Ксеногенезис», который должен был послужить основой для полнометражного фильма, который так и не был снят. В фильме была изображена женщина-инопланетянка с голубой кожей. Позже он заявил, что после того, как фильм был отклонен, он продолжал думать об идее инопланетянина с голубой кожей и решил использовать её при разработке «Аватара» в начале 1990-х годов (который тогда был известен как «Проект 880»). Дальнейшее вдохновение для создания облика Нейтири пришло из описания сна его матери, в котором она видела женщину с голубой кожей ростом 4 метра. В ранних черновиках сценария Нейтири фигурировала как «Зулейка Те Каха Поленома».
В 1990-х годах, когда началась разработка «Аватара», на эту роль была приглашена Каризма Карпентер. Но к тому времени, когда в 2006 году был дан зеленый свет фильму, Карпентер стала слишком стара для этой роли и поэтому не прошла кастинг. Тогда Кэмерон начал поиск актрис на эту роль по всему миру, рассматривались кандидатуры К’орианки Килчер и Эмили Блант. В конце концов, Кэмерон выбрал на эту роль Зои Салдану. Поскольку она была выбрана на раннем этапе производства, Салдана участвовала в кастинге актёров, претендующих на роль Джейка Салли, в том числе и будущего партнёра по фильму Сэма Уортингтона.

## Критика
За свою роль в фильме «Аватар» Салдана получила премию «Сатурн» как лучшая актриса.
Была номинирована на премию Black Reel Awards в номинации «Лучшая актриса второго плана» и премию NAACP Image Awards в номинации «Лучшая актриса второго плана» в кинофильме.
За свою игру в фильме «Аватар: Путь воды» Салдана получила награду Вашингтонской ассоциации кинокритиков за лучшую работу с технологией захвата движения, обойдя своих коллег по фильму Сэма Уортингтона и Сигурни Уивер.